# Athiasella relata
Athiasella relata är en spindeldjursart som först beskrevs av Womersley 1942.  Athiasella relata ingår i släktet Athiasella och familjen Ologamasidae. Inga underarter finns listade.